# Valero Castán Izuel
Valero Castán Izuel (1909 - 1936) fue un político socialista español.
Valero Castán fue alcalde de la localidad zaragozana de Fuencalderas tras las elecciones municipales de 1933. De ideología socialista, fue afiliado de la Unión General de Trabajadores. Tras la sublevación militar que se produjo en España el 18 de julio de 1936, fue arrestado y ejecutado por las fuerzas alzadas contar el legítimo gobierno de la República haciéndolo desaparecer.

## Biografía
Valero Castán Izuel nació la localidad de zaragozana de Fuencalderas en Aragón, España en el año 1909. Perteneciente a una familia campesina se dedicó a la agricultura. Su ideología socialista hizo que se afiliara al PSOE al sindicato UGT formando parte de los cuadros de esta institución en Aragón. Se presentó a las elecciones municipales de 1933 por el PSOE y logró ser alcalde de su localidad natal, puesto que mantuvo hasta julio de 1936 cuando las tropas facciosas entraron en Fuencalderas y lo detuvieron, junto a otros vecinos, llevándolo a Jaca (cabeza de la comarca donde se ubica Fuencalderas) donde fue asesinado y hecho desaparecer el 17 de septiembre de 1936.
Tras su asesinato y desaparición,  el 8 de febrero de 1938 las autoridades facciosas dieron orden de comparecencia de Valero Castán por “oposición al triunfo del Movimiento Nacional”.  En 1959, recibió el “indulto” por parte del denominado Tribunal Nacional de Responsabilidades Políticas.
Se cree que el cadáver de Valero Castán Izuel se halla en alguna de las seis fosas comunes que se han encontrado en el cementerio de Jaca, que contendrían, en su conjunto, los cuerpos de al menos 312 personas asesinadas por los golpistas durante la guerra. Valero Castán aparece en un listado de "victimas identificadas".